# Exocoelactis tuberosa
Exocoelactis tuberosa är en havsanemonart som först beskrevs av Hertwig 1882.  Exocoelactis tuberosa ingår i släktet Exocoelactis och familjen Exocoelactiidae. Inga underarter finns listade i Catalogue of Life.